# Josef Stockinger

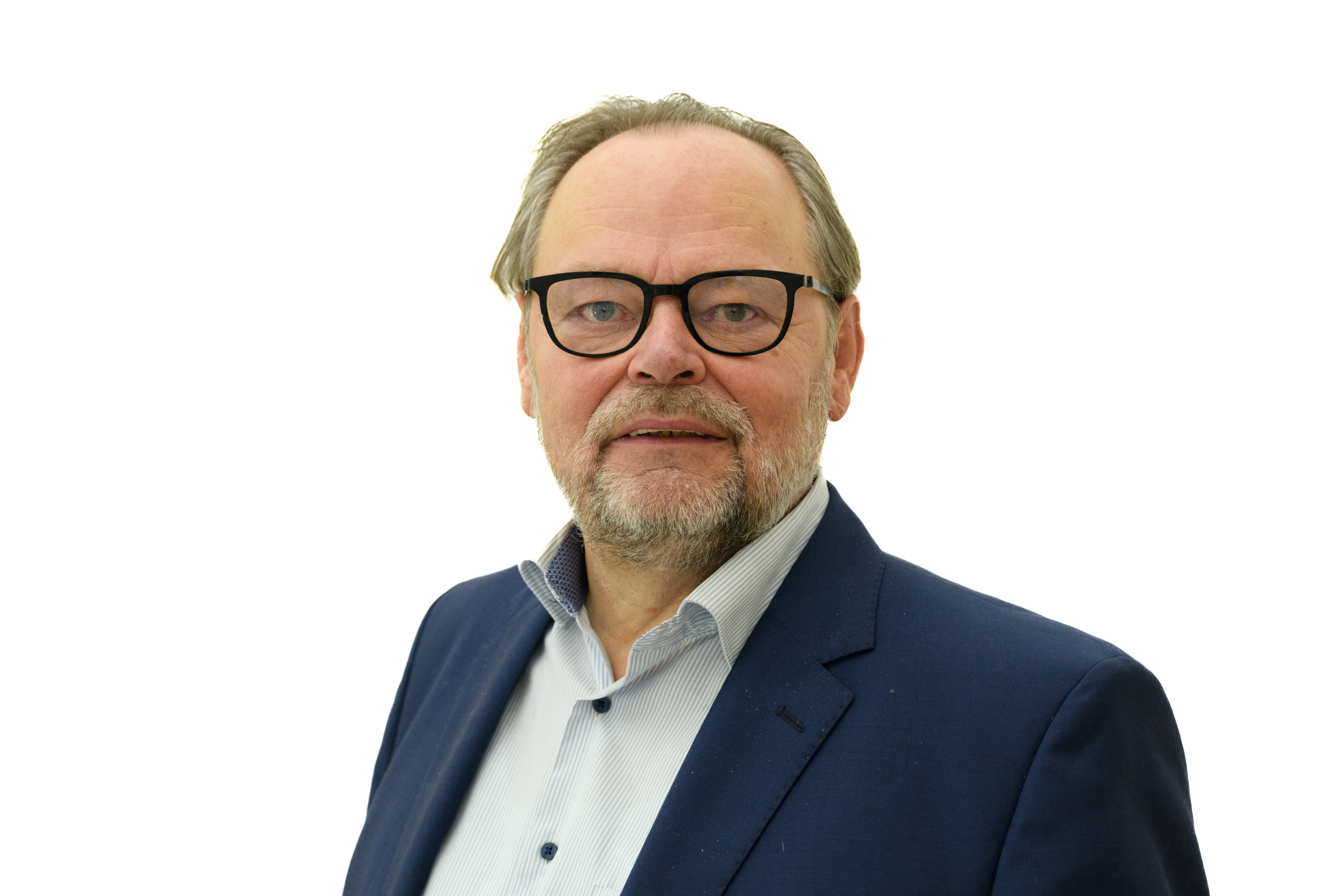
Josef Stockinger (2022)

Josef Stockinger (* 15. Jänner 1958 in Wels) ist ein österreichischer Versicherungsmanager und ehemaliger Vorstandsvorsitzender der Oberösterreichischen Versicherung AG. Zuvor war er Politiker und oberösterreichischer Landesrat (ÖVP) für Agrarangelegenheiten.

## Biographie
Aufgewachsen ist Josef Stockinger als ältester von fünf Kindern am Bauernhof seiner Eltern in Aistersheim. Sein Vater war über zwei Jahrzehnte Bürgermeister dieser Gemeinde. Nach dem Besuch der Volksschule absolvierte er das Gymnasium Kollegium Petrinum in Linz und studierte nach bestandener Matura Rechtswissenschaften an der Johannes Kepler Universität Linz.
Der von Wilhelm Molterer zur Mitarbeit beim Studentenbund Angeworbene wurde zunächst Vorsitzender der Linzer Hochschülerschaft.
Josef Stockinger war in den Jahren 1981 bis 1983 als erster Vertreter einer Bundesländer-Universität Vorsitzender der Österreichischen Hochschülerschaft in Wien. Nach dem Abschluss seines Jusstudiums war er als Büroleiter beim oberösterreichischen Landesrat Leopold Hofinger tätig. Hier traf er wieder auf Molterer, der sein Bürokollege war, und auf Ernst Strasser. Dieser arbeitete zur selben Zeit im oberösterreichischen Bauernbund.
Er war von 1989 bis 1997 Direktor des oberösterreichischen Bauernbundes, ab 1994 Abgeordneter zum oberösterreichischen Landtag und ab 1997 Klubobmann. Am 23. Oktober 2003 wurde Stockinger zum Landesrat ernannt. Seine Aufgabenbereiche waren Landwirtschaft, Forstwirtschaft, Veterinärwesen, Gemeinden, Feuerpolizei und Katastrophenschutz.
Am 16. September 2010 kündigte er seinen Rückzug aus der Politik mit 7. Oktober 2010 an. Er wechselte als Generalsekretär und Prokurist in die Chefetage der Oberösterreichischen Versicherung. Seit Oktober 2011 ist Stockinger Vorstandsdirektor und seit dem 8. Oktober 2012 Generaldirektor und Vorstandsvorsitzender.  Am 5. März 2020 gab das Unternehmen bekannt, dass sich Stockinger mit Jahresende 2020 aus der Funktion des Vorstandschefs zurückziehen werde.
Stockinger ist verheiratet und Vater von vier Kindern, darunter die Burgschauspielerin Marie-Luise Stockinger.